# Data Loss Prevention
A Data Loss Prevention (DLP) szó szerinti fordításban „adatvesztés-megelőzést” jelent, ami az adatok fizikai megsemmisülésének megelőzését jelentené, de valójában „adatszivárgás-megelőzés” értelemben használják (gyakori fordítás még: „adatszivárgás elleni védelem”). Az adatszivárgás egy biztonsággal kapcsolatos információs technológiai kifejezés, amelyet olyan esetekben használnak, amikor védett, bizalmas adatok valamilyen módon kijutnak, „kiszivárognak” a védett környezetből.
A DLP rendszereket arra tervezték, hogy észleljék és megakadályozzák a bizalmas információk jogosulatlan használatát, továbbítását. A DLP szoftver és megoldás olyan informatikai védelmi rendszert jelent, amely azonosítja, monitorozza és megvédi a bizalmas adatokat, mind a végpontok, a hálózat és az adattárolók tekintetében. Ez a védelem átfogó tartalom alapú vizsgálattal, az adatfolyamok biztonsági elemzésével (a létrehozó jogosultságai, az adatok tárgya, az időzítés, címzett/célállomás, stb.), és egy központosított menedzsment rendszer segítségével történik.
A gyártók a következő kifejezésekkel illethetik az adatszivárgás megelőző rendszereiket: Data Leak Prevention, Information Leak Detection and Prevention (ILDP), Information Leak Prevention (ILP), Content Monitoring and Filtering (CMF), Information Protection and Control (IPC) vagy Extrusion Prevention System.

## Szabályozói megfelelőség
Manapság már sok nagyvállalat tartozik olyan kormányzati felügyelet és kereskedelmi szabályozás alá, amely kötelezővé teszi az információk védelmét. Ilyen szabályozások többek között a HIPAA az egészségügyi biztosítások terén, a GLBA és a Basel II pénzügyi területen és a Payment Card Industry DSS a bankkártyás fizetések területén. Ezen szabályozások némelyike kiköt rendszeres információ technológiai vizsgálatot (IT auditot), amelyen elbukhatnak azok a szervezetek, akiknél hiányoznak a megfelelő IT biztonsági kontrollok és nem megfelelő a védelmi folyamatok színvonala. Különösen nagy kihívás lehet a vállalatirányítási rendszereket (ERP) használó cégek számára a megfelelőség biztosítása. Néhány szabályozás akár jelentős büntetések kiszabását irányozza elő, amennyiben a vállalt nem rendelkezik auditált védelmi rendszerrel (pl. PCI DSS).
Az USA-ban kötelező az adatszivárgási események nyilvánosságra hozatala, ezeket a bejelentéseket katalogizálja önkéntesek segítségével a Data Loss Database.
Az EU is elfogadott egy nyilvánosságra hozatali kötelezettséget előíró törvényt, egyelőre ez csak a távközlési és internetszolgáltató cégeknél történt, személyes adatokat is érintő adatszivárgási esetek kötelező nyilvánosságra hozatalát írja elő. 2011 májusáig kell ezt a tagállamok helyi törvényeibe is átvezetni.

## A DLP rendszerek fajtái

### Hálózati DLP
Átjáró alapú rendszerként is ismert. Ezek általában dedikált hardver/szoftver platformok, tipikusan a vállalat kapcsolataira kerül telepítésre, hogy átvizsgálják a hálózati forgalmat, jogosulatlan információküldéseket keresve az e-mailek, az IM (azonnali üzenetküldés – Instant Message), FTP, HTTP és a  HTTPS között. Az előnye, hogy könnyen telepíthető és viszonylag alacsony a beszerzési költsége. A hálózati DLP rendszerek szintén fel tudják deríteni a vállalat rendszerében tárolt adatokat, hogy azonosítsák a kockázatos területeket, ahol a bizalmas adatok tárolása alkalmatlan és/vagy nem biztonságos helyen zajlik.

### Hoszt alapú DLP rendszerek
Olyan rendszer, amely a felhasználói végpontokon illetve a vállalat szerverein fut. Ahogy a hálózat alapú rendszerek, úgy a hoszt alapú rendszer is képes a belső, illetve a külső kommunikációs csatornák felügyeletére. Lehetséges akár a belső információáramlás ellenőrzése a szervezetek, illetve a különféle felhasználók között (kínai fal). Ugyancsak lehetőség van az e-mail-üzenetek és az azonnali üzenetek (IM) felügyeletére, még a vállalati archiválás előtt, mivel egy blokkolt kommunikáció (azaz egy el nem küldött üzenet, amely tárgya a kötelező archiválási szabályoknak), nem is azonosítható egy utólagos hivatalos vizsgálat alkalmával.
A hoszt alapú rendszerek másik előnye, hogy monitorozni és felügyelni tudja a fizikai berendezésekhez történő hozzáféréseket (pl. mint a mobil eszközök adattárolási lehetőséggel - pendrive, memory stick) és néhány esetben hozzáférhet az információhoz mielőtt az titkosításra kerül. Néhány hoszt alapú rendszer lehetőséget nyújt olyan felügyeleti eszközök használatára, amelyek segítségével blokkolni lehet a bizalmas információ átadását és azonnali visszajelzést is ad a felhasználónak erről. A hátránya, hogy minden hálózati munkaállomásra telepíteni kell és nem lehet mobil eszközökön használni (okostelefonok, PDA-k), illetve olyan helyeken, ahol gyakorlatilag nincs lehetőség a telepítésre (pl. munkaállomás egy internetkávézóban).

### Tartalom alapú információfelismerés
A DLP megoldások számos módszert használnak, amely segítségével képesek azonosítani a bizalmas, vagy kényes üzeneteket. Gyakran összetévesztik ezt a felderítéssel, holott az adatfelismerés egy technológia, amelynek segítségével a DLP megoldásokat használó vállalatok pontosan megtalálhatják, amit keresnek (akár mozgásban lévő, akár tárolt, vagy éppen használatban lévő adatokat is). A DLP megoldások többféle módon képesek átfogó tartalomelemzésre, a kulcsszavaktól, szótáraktól és képlettel leírható (reguláris) kifejezésektől kezdve, a dokumentum részletek és ujjlenyomat alapú felismerésig. Az elemző motor erőssége közvetlenül összefügg a pontosságával. A DLP felismerési technológia pontossága fontos, hogy mérsékeljük/kizárjuk a hamis pozitív (tévesen bizalmasnak felismert) és hamis negatív (fel nem ismert bizalmas) riasztásokat. A pontosság több tényezőn múlhat, néhány ezek közül helyzet-, vagy technológiafüggő. Ajánlott a pontosság tesztelése annak érdekében, hogy optimalizálni tudjuk a nulla hamis pozitív és a negatív jelzéseket.

## Kapcsolódó technológiák

### Fizikai információvédelem
Elvesztett, ellopott adathordozókról (pendrive, usb-meghajtó, CD/DVD, notebook, stb.) történő illetéktelen adathozzáférések ellen titkosítással védhetőek az információk. Ez lehet fájl, mappa vagy  meghajtó alapú.

### Logikai információvédelem
Az információhoz történő hozzáférés logikailag is korlátozható, megfelelő jogosultságkezelés alkalmazásával. Ez történhet az operációs rendszer vagy az alkalmazások szintjén, illetve digitális/információ jogkezelési rendszerek segítségével.

## Fordítás
- Ez a szócikk részben vagy egészben  a   Data loss prevention software című angol Wikipédia-szócikk ezen változatának fordításán alapul.  Az eredeti cikk szerkesztőit annak laptörténete sorolja fel. Ez a jelzés csupán a megfogalmazás eredetét és a szerzői jogokat jelzi, nem szolgál a cikkben szereplő információk forrásmegjelöléseként.